# Two Sides of the Moon
Two Sides of the Moon je debutové a zároveň jediné sólové album Keithe Moona, původního bubeníka The Who. Ačkoliv bylo vydání studiového alba možností, jak ukázat svou mistrovskou hru na bicí, hrál Keith Moon na bicí pouze ve třech nahrávkách ("Crazy like a Fox", "The Kids Are Alright" a "Move Over Ms. L") a na perkuse v "Don't Worry Baby". U všech skladeb nicméně nazpíval hlavní vokály. Na albu se podíleli také Ringo Starr, Harry Nilsson, David Bowie, Joe Walsh z The Eagles, Jim Keltner, Bobby Keys, Klaus Voormann, John Sebastian, Flo & Eddie (Mark Volman a Howard Kaylan z The Turtles), Spencer Davis, Dick Dale, sestra Suzi Quatro Patti Quatro a budoucí herec Miguel Ferrer.

## Seznam skladeb
Strana 1
1. "Crazy Like a Fox" (Al Staehely)
2. "Solid Gold" (Nickey Barclay)
3. "Don't Worry Baby" (Brian Wilson, Roger Christian)
4. "One Night Stand" (Dennis Larden)
5. "The Kids Are Alright" (Pete Townshend)

Strana 2
1. "Move Over Ms. L" (John Lennon)
2. "Teen Age Idol" (Jack Lewis)
3. "Back Door Sally" (John Marascalco)
4. "In My Life" (Lennon/McCartney)
5. "Together" (Harry Nilsson, Moon, Richard Starkey)